# Israel Belkind
Israel Belkind (em bielorrusso:  Ізраэль Белкінд, em hebraico:  ישראל בלקינד) (Lahoysk, 30 de janeiro de 1861 - 1 de outubro de Berlim, 1929) foi um educador judeu, autor, escritor, historiador e fundador do movimento Bilu. Pioneiro da Primeira Aliá, Belkind fundou os Biluim, um grupo de idealistas judeus que aspiravam a estabelecer-se na Terra de Israel com o propósito político de recuperar a Terra de Israel para nela reestabelecer um Estado judeu.

## Biografia
Israel Belkind nasceu em Lahoysk, na região ao redor de Minsk, então parte do Império Russo, filho de Meir e Shifra Belkind. Seus irmãos eram Shimon, Sonia e Olga Belkind Hankin, a última feminista envolvida com a aquisição de terras na Terra de Israel. Ele recebeu educação hebraica de seu pai, que foi um líder do movimento que promoveu a educação hebraica na Rússia. Belkind também frequentou um ginásio russo e inicialmente pretendia frequentar a universidade. No entanto, a onda de ataques antissemitas e pogroms contra judeus no sul da Rússia em 1881 o levou a envolver-se intensamente em atividades sionistas. Belkind morreu em Berlim, onde estava para um tratamento médico, em 1º de outubro de 1929. Seu corpo foi levado de volta à Palestina para ser enterrado. Ele foi enterrado em Rishon LeZion.

## Ativismo sionista
Belkind organizou o primeiro grupo organizado de Biluim em 21 de janeiro de 1882, com o objetivo de promover a colonização na Palestina Otomana. Para tanto, ele convidou um grupo de quatorze ex-estudantes universitários judeus da Carcóvia para sua casa e juntos formaram o grupo que foi originalmente chamado de DAVIO, um acrônimo para as palavras hebraicas do Êxodo, "Fale aos filhos de Israel e eles irão em frente". Belkind mais tarde mudou o nome para BILU, um acrônimo para as palavras de Isaías, "Beit Yaakov Lechu V'nelcha", "Casa de Jacó, venha e iremos" (Isaías 2:5:). O grupo evitou canais diplomáticos ou políticos, tendo como único objetivo estabelecer-se na Palestina.
Este primeiro grupo de pioneiros Bilu chegou à Palestina em junho ou julho de 1882 e estabelecendo-se inicialmente em Mikveh Yisrael. Após uma passagem por Rishon LeZion, os pioneiros mudaram-se para Gedera, que se tornou a primeira comunidade oficial do Bilu. Belkind, porém, não conseguiu se adaptar ao trabalho agrícola e, portanto, dedicou-se à educação.
Belkind foi o principal líder do movimento de protesto do Yishuv contra os representantes do Barão Rothschild.
Belkind propôs um nome para o moshava agrícola de Rehovot baseado no Livro do Gênesis : "E ele deu-lhe o nome de Rehoboth; e disse: 'Pois agora o Senhor abriu espaço para nós, e seremos frutíferos na terra'." (Gênesis 26:22).

## Carreira pedagógica
Seu primeiro posto de professor foi numa escola privada em Jafa, e depois mudou-se para Jerusalém, onde lecionou na escola da Aliança Israelita Universal. Em 1904, Israel Belkind estabeleceu um instituto educacional na aldeia de Meir Shfeya, que acolheu órfãos do Pogrom de Quixineve. Isso fez dela a primeira aldeia juvenil do país. Ele a chamou de Kiryat Sefer. No entanto, após dois anos de disputa com os emissários de Edmond James de Rothschild na colônia, Belkind foi levado a transferir as crianças para Ben Shemen.

## Carreira literária
Belkin publicou vários livros didáticos e escreveu para revistas contemporâneas. Ele foi o editor do HaMeir, uma publicação mensal sobre assentamentos e o Yishuv. Ele publicou suas memórias, Os primeiros passos do assentamento judaico na Palestina (1918) nos Estados Unidos durante a Primeira Guerra Mundial.
Em 1928 publicou uma obra geográfica em russo, A Terra de Israel Hoje, assim como uma obra antropológica sobre os árabes palestinos em hebraico, Árabes na Terra de Israel, livro no qual avança as ideias de que os árabes da Palestina são descendentes dos antigos hebreus e que a dispersão dos judeus após a destruição do Templo pelo general romano Tito é um "erro histórico" que deve ser corrigido, pois dispersou grande parte da comunidade judaica da terra ao redor do mundo, enquanto aqueles "trabalhadores da terra que permaneceram ligados às suas terras" foram eventualmente convertidos ao cristianismo e depois ao islamismo. Ele, portanto, argumentou que este erro histórico deve ser corrigido abraçando os árabes locais como parte de seu povo e propôs a abertura de escolas hebraicas para os árabes muçulmanos da Palestina para ensinar-lhes árabe, hebraico e cultura universal.